# Paralarinia
Paralarinia Grasshoff, 1970 è un genere di ragni appartenente alla famiglia Araneidae.

## Etimologia
Il nome deriva dal greco παρά, parà, cioè dappresso, accanto, che è simile, che somiglia, per i molti caratteri in comune che questi ragni hanno con il genere Larinia Simon, 1874.

## Distribuzione
Le quattro specie oggi note di questo genere sono state rinvenute in Africa: due sono endemiche del Congo; la specie dall'areale più vasto è la P. incerta, reperita in alcune località dell'Africa centrale e orientale.

## Tassonomia
Per la determinazione delle caratteristiche della specie tipo sono stati considerati gli esemplari di Larinia denisi Lessert, 1938.
Dal 1970 non sono stati esaminati esemplari di questo genere.
A marzo 2014, si compone di 4 specie:
- Paralarinia agnata Grasshoff, 1970 - Congo
- Paralarinia bartelsi (Lessert, 1933) - Sudafrica
- Paralarinia denisi (Lessert, 1938)[2] - Congo
- Paralarinia incerta (Tullgren, 1910) - Africa centrale e orientale

### Sinonimi
- Paralarinia peltiventris (Strand, 1913); trasferita dal genere Larinia Simon, 1874, dove era considerata un possibile sinonimo di L. punctipedana dall'aracnologo Roewer, è stata posta in sinonimia con P. incerta (Tullgren, 1910) a seguito del lavoro di Grasshoff (1970c)[1].